# Bộ Rong xương cá
Bộ Rong xương cá (danh pháp khoa học: Haloragales) là một tên gọi thực vật để chỉ một bộ thực vật có hoa. Trong hệ thống Cronquist năm 1981, nó được đặt trong phân lớp Rosidae và có định nghĩa như sau:
- Bộ Haloragales
Họ Haloragaceae (bao gồm các loài rong xương cá và rong đuôi chồn)
Họ Gunneraceae

Hệ thống APG II năm 2003 không công nhận bộ này mà chuyển họ Haloragaceae sang bộ Tai hùm (Saxifragales) còn họ Gunneraceae sang bộ Dương nhị tiên (Gunnerales).